# Anna Sloan
Anna Sloan (n. 5 februarie 1991, Dumfries⁠(d), Scoția, Regatul Unit) este o jucătoare de curl ce a reprezentat Scoția, medaliată olimpică. A participat la 2 ediții ale Jocurilor Olimpice (2014, 2018) în care a câștigat o medalie de bronz.